# 논문집
논문집(thesis as a collection of articles 또는 series of papers 또는 thesis by published works 또는 article thesis)은 일관된 단일 논문인 모노그래프와 달리 요약 장으로 구성된 소개 섹션이 있는 연구 논문 모음인 박사 학위 논문이다. 덜 사용되는 다른 용어로는 "샌드위치 논문(sandwich thesis)"과 "스테이플러 논문(stapler thesis)"이 있다. 독일어로는 누적 논문(kumulative Dissertation) 또는 집단 논문(Sammeldissertationen), 스웨덴어로는 요약 논문(sammanläggningsavhandling) 또는 누적 논문(kumulativ avhandling)이라고 부른다.
이는 이미 출판된 저널 기사, 컨퍼런스 논문 및 도서 장으로 구성된다. 때로는 아직 출판되지 않은 원고도 있다. 출판에 의한 학위 논문은 편집 논문(compilation thesis. 북유럽 국가에서 사용되는 용어)의 한 형태이다. 편집 논문의 또 다른 형태는 이전에 출판되지 않은 독립 수필(essay)로 구성된 수필 논문(essay thesis)이다.

## 누적 논문
특히 자연과학 분야에서는 기존에 일반적으로 이루어졌던 모노그래프와 달리 누적논문(또는 집합논문)이 박사학위로 인정되는 경우가 늘어나고 있다. 이는 다른 나라에서도 한동안 일반적인 관행이었다. 논문을 제출하는 대신 박사 과정 후보자는 전문 저널에 관련 출판물을 제출한다. 일반적으로 3개의 전문 논문이 필요하지만 교수진에 따라 다르지만 제출 시 반드시 모든 논문이 출판되어야 하는 것은 아니다. 누적 논문의 내용도 독립적인 과정(예: 인정받는 전문 저널의 동료 검토 과정)을 통해 과학적 품질을 확인하기 때문에 이전에는 학술 논문에서만 접근할 수 있었던 많은 과학 논문에 비해 연구 결과는 더 많은 독자를 수용한다. 출판사에서 별도로 책으로 출판하지 않는 한 도서관은 거의 없다. 이러한 출판물의 품질 표준은 국제적으로 유효한 협약을 따른다. 반면에 모노그래프보다 소요 시간을 결정하기가 더 어렵다. 출판 형식을 제외하면, 누적 논문은 표준 모노그래프 기반 논문과 본질적으로 거의 다르지 않다.

## 같이 보기
- 논문 (thesis, dissertation, paper, article, treatise)
- 학위 논문 (thesis나 dissertation)
- 학술 출판#학술 논문 (학술 논문은 paper나 article)
- 출판 논문 (treatise)
- 모노그래프